# Henshaw Hill
Henshaw Hill är en kulle i Storbritannien.   Den ligger i kommunen South Lanarkshire och riksdelen Skottland, i den centrala delen av landet, 500 km norr om huvudstaden London. Toppen på Henshaw Hill är 416 meter över havet, eller 59 meter över den omgivande terrängen. Bredden vid basen är 1,7 km.
Terrängen runt Henshaw Hill är platt västerut, men österut är den kuperad.Runt Henshaw Hill är det ganska glesbefolkat, med 22 invånare per kvadratkilometer. Närmaste större samhälle är Livingston, 14,3 km norr om Henshaw Hill. Trakten runt Henshaw Hill består i huvudsak av gräsmarker.